# Argenticytheretta
Argenticytheretta is een geslacht van kreeftachtigen uit de klasse van de Ostracoda (mosselkreeftjes).

## Soorten
- Argenticytheretta (Argenticytheretta) fuegoensis Rose, 1975 †
- Argenticytheretta (Chiliella) brunswickensis (Rose, 1975 F) Rose, 1975
- Argenticytheretta (Magallanella) chileana Rose, 1975 †
- Argenticytheretta carmensilvaensis Echevarria, 1982 †
- Argenticytheretta gonzalezi Rose, 1975 †
- Argenticytheretta laevipunctata Sanguinetti, Ornellas & Coimbra, 1991
- Argenticytheretta levipunctata Sanguinetti, Ornellas & Coimbra, 1992 †
- Argenticytheretta magallanella Rose, 1975 †
- Argenticytheretta midipunctata (Sanguinetti, 1979) Sanguinetti, Ornellas & Coimbra, 1992 †
- Argenticytheretta minipunctata (Sanguinetti, 1979)
- Argenticytheretta patagoniensis Rose, 1975 †
- Argenticytheretta punctata Rose, 1979 †
- Argenticytheretta riescoensis Rose, 1975 †
- Argenticytheretta variabilis Sanguinetti, Ornellas & Coimbra, 1992 †